# DDBJ
DDBJ(DNA Data Bank of Japan)는 일본국립유전학연구소(National Institute of Genetics) 산하 기관으로 DNA 염기서열의 데이터베이스를 유럽의 EMBL, 미국의 GenBank와 함께 구축하여 제공하고 있다. DNA 데이터는 DDBJ, EMBL, GenBank중 하나에 등록되지 않으면 저널에 수록되지 않으며 이 3개 기관은 신속하게 처리해 갱신하는 역할을 하고 있다.

## REST(Representational State Transfer)
웹 서비스가 나온지 오랜 시간이 지났지만 아직까지 활발히 사용되지 않고 있는 건 아마도 사용하기 까다롭기 때문일 것이다. DDBJ에서는 이러한 어려움을 줄이고 좀더 손 쉬운 방법으로 서비스를 제공하고 있는데 바로 REST(Representational State Transfer) 방식이다. REST는 WWW 인터넷 프로토콜을 통해 XML 문서를 전송하여 애플리케이션을 구축하는 방식으로 개발자들은 HTTP 연결이 지원되는 웹 브라우저나 프로그래밍 언어만을 사용해서 간단하게 프로그래밍이 가능하다. DDBJ는 현재 웹 서비스 형태로 제공되는 모든 서비스에 대해서 REST 방식으로도 제공하고 있다.

## 같이 보기
- 미국 국립생물공학정보센터
- EBI